# 赤焰騰空事件
赤焰騰空事件是指清末時中國南京的一宗神秘事件，發生於1892年。當時在現場的畫家吳有如將此一事件繪成〈赤焰騰空〉圖，刊登在《點石齋畫報》上，現今一些專家認為此圖為中國最早紀錄不明飛行物的插畫。

## 事件經過
據吳有如〈赤焰騰空記〉載，清光緒18年九月廿八（公元1892年11月17日）的金陵城（今南京）城南，晚間八時許，忽然空中出現一團外觀「形如巨卵」的「火毯」，飛行速度緩慢，從西向東飛去，最終消逝不見。
當時金陵夫子廟朱雀橋頭上有數百人目睹此一景象。有人猜測可能是流星過境，然而該不明飛行物其速度從近到遠甚緩慢，不似流星那樣一閃即逝；亦有人猜測該物體是兒童放的天燈，但當夜風勢是向北而吹，而該物體卻是逆風向東而去，明顯非天燈。有一老人表示，此不明飛行物是從南門外飛來的，剛到來時還會微微發出聲音。

## 赤焰騰空圖
清末知名畫家吳有如（？—約1893，原名吳嘉猷）訪問了當時目睹不明飛行物的市民，將此一事件繪成插圖，名為「赤焰騰空」，刊登在《點石齋畫報》上。後《點石齋畫報》被集成冊為《上海璧園珍藏》之《吳有如畫寶》，赤焰騰空圖即刊載於該畫冊第十二集上冊之第十一頁上。現藏於上海壁園圖書館。
此畫繪有近五十個神態各異的人物；畫旁題寫的圖記亦詳細記錄了事件的時間、地點、目擊人數等詳細資訊，且對該物體進行分析，排除了是流星、天燈的可能性。

## 参看
- 中国妖怪列表
- 中國的幽浮目擊